# Harold Macmillan
Maurice Harold Macmillan, 1. jarl af Stockton (født 10. februar 1894, død 29. december 1986) var britisk politiker (det konservative parti) og premierminister i Storbritannien i 1957-1963.